# Quai de l'Allier
Quai de l'Allier (nábřeží Allier) je nábřeží v Paříži. Nachází se v 19. obvodu. Nábřeží je pojmenováno podle francouzské řeky Allier.

## Poloha
Nábřeží vede po pravém, východním břehu kanálu Saint-Denis. Začíná na křižovatce s Boulevardem Macdonald, kde proti proudu navazuje Quai de la Charente, a končí na území města Aubervilliers, kde na něj navazuje Quai Gambetta.